# Leopold Ludwig
Pour les articles homonymes, voir Ludwig.
Leopold Ludwig, né le 12 janvier 1908 à Witkowitz (Moravie) et mort le 24 avril 1979 à Lunebourg, est un chef d'orchestre allemand.

## Biographie
Leopold Ludwig naît le 12 janvier 1908 à Witkowitz (aujourd'hui Ostrava),.
Il étudie le piano et la composition à l'Académie de musique de Vienne, avec Emil Paur, notamment. Comme chef d'orchestre, il fait ses débuts en 1931 à Opava, puis dirige à Brno et devient directeur musical à Oldenbourg de 1936 à 1939. Il est ensuite chef permanent de l'Opéra de Vienne entre 1939 et 1943, puis de 1943 à 1945 au Städtische Oper de Berlin, où il continue à se produire régulièrement jusqu'en 1950 comme chef invité, ainsi qu'au Staatsoper.
En 1951, Leopold Ludwig est nommé directeur général de la musique à Hambourg, poste qu'il occupe jusqu'en 1970. Il est reçu professeur à l'Université de Hambourg en 1968 et nommé conseiller musical de l'Orchestre symphonique de Bâle en 1969-1970. 
Il mène en parallèle une carrière internationale de chef invité et se distingue dans le répertoire wagnérien et les grandes œuvres allemandes du XXe siècle. Il donne la première britannique de Mathis der Maler de Hindemith au Festival d'Édimbourg en 1952, dirige Le Chevalier à la rose de Strauss au Festival de Glyndebourne en 1959, dirige Parsifal de Wagner au Met en 1970,.
Défenseur de la musique de son temps, Leopold Ludwig est à la baguette le créateur de Pallas Athene weint d'Ernst Křenek (1955), Le Prince de Hombourg de Hans Werner Henze (1960), Figaro lässt sich scheiden (1963) et Jacobowsky und der Oberst (1965) de Giselher Klebe, notamment.
Il meurt le 24 avril 1979 à Lunebourg,.